# Earias erubescens
Earias erubescens är en fjärilsart som beskrevs av Otto Staudinger 1887. Earias erubescens ingår i släktet Earias och familjen trågspinnare. Inga underarter finns listade i Catalogue of Life.